# Neelam Gill
Neelam Kaur Gill (27 de abril de 1995) es una modelo británica. Es conocida por su trabajo con Burberry, Abercrombie & Fitch y por sus apariciones en la revista Vogue.

## Vida y carrera
Gill es de Coventry pero en la actualidad reside en Londres. Es de ascendencia india. Sus abuelos nacieron en India y son de Punjab. Gill ha hablado sobre el bullying, la depresión y la autoestima en su canal de YouTube y dice que "siente pena" por los trolls de Internet.
A la edad de catorce años firmó con NEXT Model Management. Ha aparecido en Vogue India. En septiembre de 2013, Gill hizo su desfile debut para Burberry. En 2014, Gill se convirtió en la primera modelo india en una campaña de Burberry. En noviembre de 2015, se convirtió en el rostro de Abercrombie & Fitch. Gill ha desfilado en el evento de Kanye West y para Dior. Gill junto a Suki Waterhouse llevaron Saris tradicionales en un video grabado en el Aeropuerto de Heathrow para un anuncio de British Airways.